# We Are Who We Are
We Are Who We Are es una serie de televisión de drama cocreada y dirigida por Luca Guadagnino para HBO y Sky Atlantic. Ubicada en una base militar estadounidense en Italia, la serie sigue a dos estadounidenses de 16 años de edad, Fraser Wilson y Caitlin "Harper" Poythress. El reparto incluye Chloë Sevigny, Jack Dylan Grazer, Alice Braga, Jordan Kristine Seamón, Spence Moore II y Scott Mescudi.
La serie fue estrenada el 14 de septiembre de 2020 en HBO en los Estados Unidos y el 9 de octubre de 2020 en Sky Atlantic en Italia.

## Elenco y personajes

### Principales

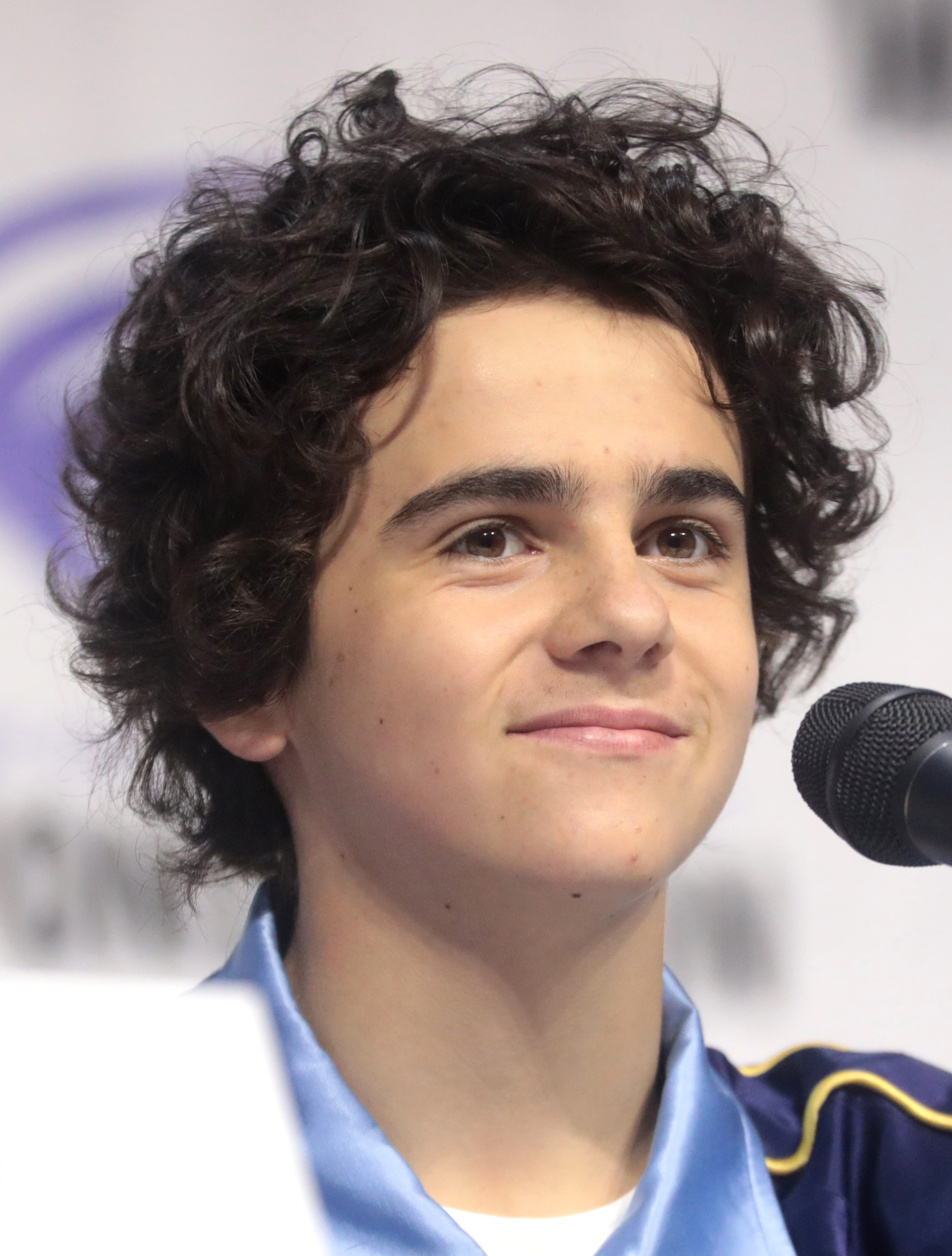
Jack Dylan Grazer en 2019

- Chloë Sevigny como Sarah Wilson, una coronel en la armada de los Estados Unidos y la madre de Fraser
- Jack Dylan Grazer como Fraser Wilson, un chico de 14 años que se mueve desde Nueva York hasta una base militar en Véneto con sus madres
- Alice Braga como Maggie Teixeira, una comandante en la armada estadounidense, la madre de Fraser y la esposa de Sarah
- Jordan Kristine Seamón como Caitlin Poythress / Harper, una chica audaz y segura quien tiene un conflicto con respecto a su identidad de género
- Spence Moore II como Danny Poythress, el hermano mayor de Caitlin
- Scott Mescudi como Richard Poythress, un teniente coronel en la armada de los Estados Unidos, el padre de Caitlin y Danny
- Faith Alabi como Jenny Poythress, la madre de Caitlin y Danny
- Francesca Scorsese como Britney Orton, una chica franca e ingeniosa
- Ben Taylor como Sam Pratchett, el novio posesivo de Caitlin, y el hermano menor de Craig
- Corey Knight como Craig Pratchett, un soldado en sus veinte, alegre y bondadoso, quien también es el hermano mayor de Sam
- Tom Mercier como Jonathan Kritchevsky, un comandante que trabaja estrechamente con Sarah

### Recurrentes
- Beatrice Barichella como Valentina, la novia de Craig
- Sebastiano Pigazzi como Enrico, un chico de 18 años de Véneto, quien tiene un punto débil por Britney
- Vittoria Bottin como Sole, una amiga del grupo
- Nicole Celpan como Giulia, una chica interesada en Harper
- Maria Teresa Cerantola como Teresa, una preoperatoria de un bar, quien compra secretamente combustible de Richard

### Invitados
- Hans Bush como el Coronel McAunty
- Jim Sweatman como el Coronel Martin
- Tomeka Campbell Turley como Mel
- Gaia Schiralli como Monica
- Lisa Lazzaro como Loredana
- Brixhilda Shqalsi como Marta, la novia de Jonathan
- Giulia Manzini como Anna
- Jacopo Brigotti como Angelo
- Arturo Gabbriellini como Luca, el interés amoroso de Fraser quien conoce en su camino al concierto de Blood Orange en Bolonia
- Emma Segat como Futura

## Episodios
| N.º | Título                              | Dirigido por    | Escrito por                                         | Fecha de emisión original | Audiencia (millones) |
| --- | ----------------------------------- | --------------- | --------------------------------------------------- | ------------------------- | -------------------- |
| 1   | «Right here, right now #1»          | Luca Guadagnino | Luca Guadagnino, Paolo Giordano y Francesca Manieri | 14 de septiembre de 2020  | 0.117                |
| 2   | «Right here, right now #2»          | Luca Guadagnino | Luca Guadagnino, Paolo Giordano y Francesca Manieri | 21 de septiembre de 2020  | 0.090                |
| 3   | «Right here, right now #3»          | Luca Guadagnino | Luca Guadagnino, Paolo Giordano y Francesca Manieri | 28 de septiembre de 2020  | 0.062                |
| 4   | «Right here, right now #4»          | Luca Guadagnino | Luca Guadagnino, Paolo Giordano y Francesca Manieri | 5 de octubre de 2020      | 0.060                |
| 5   | «Right here, right now #5»          | Luca Guadagnino | Luca Guadagnino, Paolo Giordano y Francesca Manieri | 12 de octubre de 2020     | 0.049                |
| 6   | «Right here, right now #6»          | Luca Guadagnino | Luca Guadagnino, Paolo Giordano y Francesca Manieri | 19 de octubre de 2020     | 0.050                |
| 7   | «Right here, right now #7»          | Luca Guadagnino | Luca Guadagnino, Paolo Giordano y Francesca Manieri | 26 de octubre de 2020     | 0.092                |
| 8   | «Right here, right now and last #8» | Luca Guadagnino | Luca Guadagnino, Paolo Giordano y Francesca Manieri | 2 de noviembre de 2020    | 0.058                |

## Producción

### Desarrollo
En febrero de 2019, se anunció que Luca Guadagnino estuvo en contacto con HBO para trabajar en una nueva serie de televisión de 8 episodios, con una duración de una hora tentativamente llamado We Are Who We Are. Guadagnino dirigiría la serie y escribiría los guiones junto con Paolo Giordano y Francesca Manieri. Lorenzo Mieli y Riccardo Neri fueron nombrados como los productores ejecutivos.

### Casting
El 17 de julio de 2019, el reparto fue anunciado por HBO e incluía a los actores Chloë Sevigny, Scott Mescudi, Alice Braga, Jack Dylan Grazer, Spence Moore II, y a los principiantes Jordan Kristine Seamón, Faith Alabi, Corey Knight, Tom Mercier, Francesca Scorsese, Ben Taylor y Sebastiano Pigazzi.

### Filmación
El rodaje de la serie se esperaba que comience en Italia a mediados de mayo de 2019, con una producción establecida en octubre, sin embargo comenzó a principios de julio.

## Lanzamiento
La serie se estrenó por completo en el Festival Internacional de Cine de San Sebastián el 20 de septiembre de 2020.
La serie se estrenó en televisión el 14 de septiembre de 2020, en HBO en los Estados Unidos y el 9 de octubre de 2020, en Sky Atlantic en Italia. El episodio final de la serie se transmitió en Italia el 30 de octubre de 2020, antes de su emisión en HBO. En el Reino Unido, la serie fue publicada por completo el 22 de noviembre de 2020, por BBC Three a través de iPlayer.